# Myrmeleon pallidipes
Myrmeleon pallidipes är en insektsart som beskrevs av Banks 1920. Myrmeleon pallidipes ingår i släktet Myrmeleon och familjen myrlejonsländor. Inga underarter finns listade i Catalogue of Life.